# Dichochrysa decolor
Dichochrysa decolor är en insektsart som först beskrevs av Navás 1936.  Dichochrysa decolor ingår i släktet Dichochrysa och familjen guldögonsländor. Inga underarter finns listade i Catalogue of Life.